# Partula mirabilis
Partula mirabilis é uma espécie de gastrópodes da família Partulidae.
Foi endémica da Polinésia Francesa.

## Subespécie
- Partula mirabilis propinqua Crampton, 1932